# Suitbert

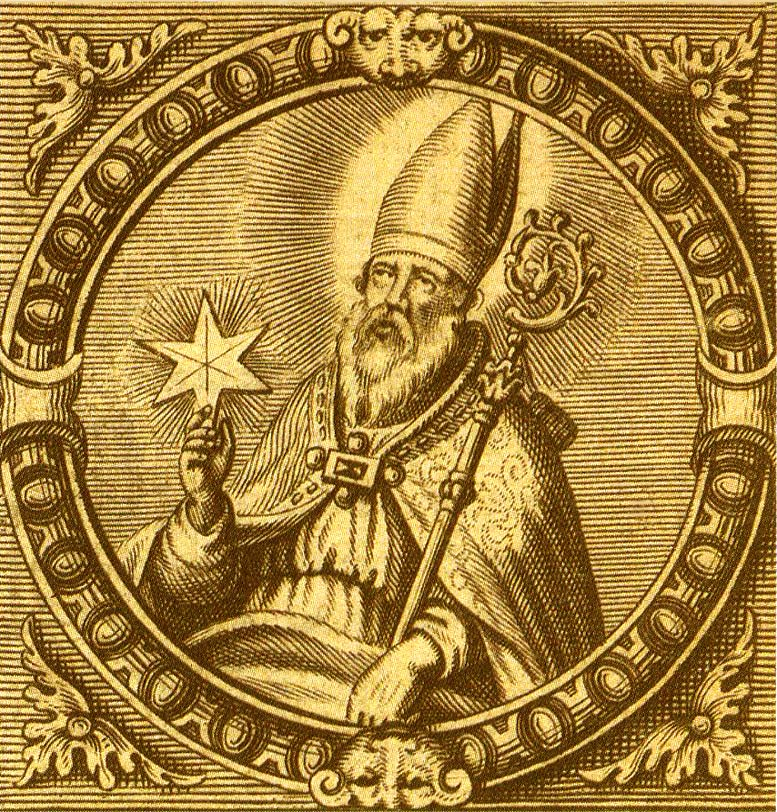
Hl. Suitbertus, fiktive Darstellung

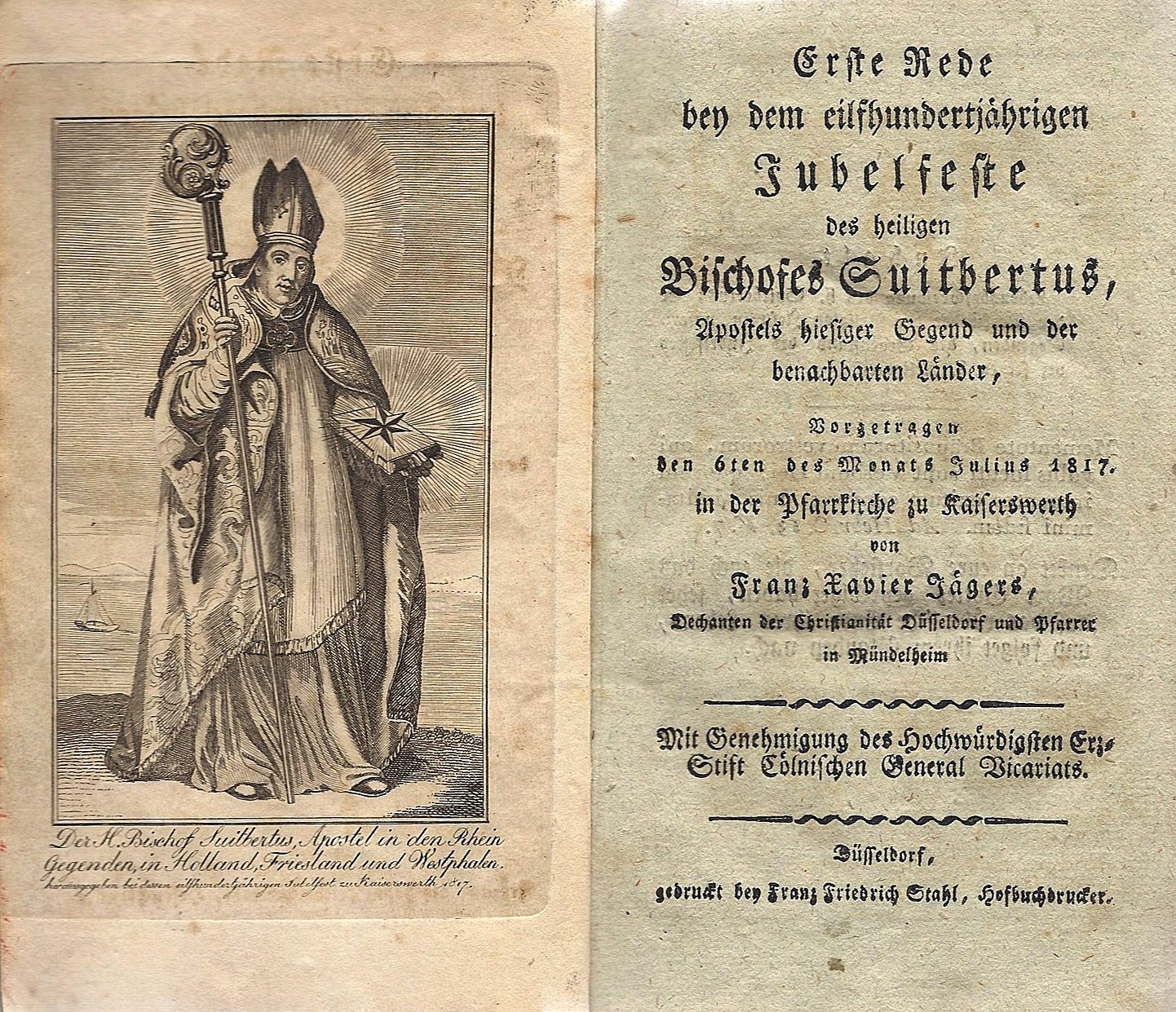
Rede zum elfhundertjährigen Jubelfest des hl. Suitbertus. 1817

Suitbert (* um 637; † 1. März 713, auch Switbert, Swidbert, Suidbert, Suibert) war ein angelsächsischer Missionar, Gründer und erster Abt des Klosters Kaiserswerth, der als Heiliger verehrt wird.

## Leben und Werk
Der Angelsachse Suitbert gehörte zu den Männern, die im Jahr 690 den Missionar Willibrord († 739) vom irischen Kloster Rathmelsigi aus zum Festland begleiteten.
Über ihn erfahren wir nur bei Beda Venerabilis (* um 673; † 735) Konkretes, während die so genannte Marcellinus-Vita des späten Mittelalters vor Erfindungen strotzt. Beda hebt immerhin Suitbert aus der Schar der Gefährten Willibrords hervor und widmet ihm in seiner Kirchengeschichte einen eigenen Abschnitt. Nach dem angelsächsischen Gelehrten befand sich vermutlich im Jahr 692 Willibrord auf seiner ersten Romreise, als sich einige von dessen Mitstreitern – in Opposition zum Friesenmissionar? – dazu entschlossen, Suitbert zum Bischof erheben zu lassen.
Suitbert kehrte nach England zurück und ließ sich von Wilfrid (* um 634; † 709/710) weihen. Die Trennung (?) von Willibrord war damit vollzogen, und Suitbert wandte sich der Bekehrung der fränkischen Brukterer zwischen Ruhr und Lippe zu. Dort muss er erfolgreich gewirkt haben, als dieser Stamm von eindringenden Sachsen – wohl gegen 695 – unterworfen wurde.
Suitbert konnte daraufhin mit Unterstützung des fränkischen Hausmeiers Pippin des Mittleren (680/687–714) und auf Veranlassung von dessen Gattin Plektrud nahe der fränkisch-sächsischen Grenzzone auf einer Rheininsel, dem späteren Kaiserswerth, ein Kloster gründen. Als Ausstattung des Klosters können wir Güter des Hausmeiers bzw. Königsgut annehmen; der Herrenhof Rinthusen soll sich darunter befunden haben. Nach Kaiserswerth, seiner „Bleibe“ (mansio), zog sich Suitbert nun also zurück, von weiteren Missionierungen bzw. Missionierungsversuchen berichtet Beda nichts.
Wohl geben spätere Quellen vermeintliche Auskunft über das Wirken des Heiligen in Rheinbrohl, bei Jülich und im Bergischen Land, doch könnten lediglich die Suitbertus-Tradition der Ratinger Kirche (Dumeklemmer-Sage) und das womöglich ins 8. Jahrhundert hineinreichende Alter einer Vorgängerkirche auf Mission und Kirchenorganisation von Suitberts Nachfolgern im rechtsrheinischen Kaiserswerther Vorfeld hinweisen.
Am 1. März des Jahres 713 ist dann Suitbert vermutlich in Kaiserswerth verstorben und sicher dort begraben worden. Sein Nachfolger als Abt Kaiserswerths wurde Willeicus. Seine Reliquien befinden sich heute in der ehemaligen Stiftskirche in einem kunstvoll verzierten Schrein, dem Suitbertusschrein. Dieser ist der bedeutendste Reliquienschrein des gesamten Niederrheins und ähnelt dem – etwas größeren – berühmten Dreikönigenschrein in Köln. Willibrord verzeichnete den Todestag in seinem Festkalender, Alkuin nannte Suitbert in seinem „Gedicht über die Heiligen der Kirche von York“ „besonders hervorragend“. Bischof Radbod von Utrecht (901–917), ein später Nachfolger Willibrords, verfasste eine Homilie auf den Heiligen.
Immerhin beleuchtet das Geschehen um Suitbert etwas, was man mit politischer Raumordnung am Niederrhein des Gebietes Austrasien (auch Austrien genannt) in spätmerowingischer Zeit umschreiben kann. Erinnert sei in diesem Zusammenhang an das Vordringen der Sachsen in Richtung Rhein, das verstärkt nach dem Tod König Dagoberts I. einsetzte und gegen Ende des 7. Jahrhunderts – wie wir gesehen haben – zur Unterwerfung der Brukterer (Boruktuarier), ab 715 zu sächsischen Angriffen auf Hattuarien führte. Das chattuarisch-ripuarische Gebiet an der unteren Ruhr, mithin Kaiserswerth befand sich nun in exponierter Grenzlage zu den Sachsen, von der noch im beginnenden 9. Jahrhundert Einhard († 840), der Biograph Karls des Großen (768–814), zu berichten weiß. Der Sachsenkrieg dieses Frankenkönigs (772–804) befreite den Raum aus seiner Grenzlage zwischen Ripuarien und Sachsen und machte unter anderem den Weg zur Gründung Werdens durch Liudger (* um 742; † 809) frei. Dass damals schon seit mindestens zwei Generationen Christen an der unteren Ruhr lebten, bezeugen die Quellen des Klosters Werden. Vielleicht geht das Christentum dort auf Suitbert und seine Gefährten zurück.

## Symbol
Eine um das Jahr 1500 erschienene Lebensbeschreibung Suitberts berichtet, dass den Eltern ihr Sohn und seine missionarische Berufung durch eine Sternenerscheinung prophezeit worden sei. Daher wird Suitbertus auf vielen Darstellungen mit einem Stern symbolisiert.

## Gedenktag
- evangelisch: 29. Februar in Schaltjahren, sonst 1. März
- römisch-katholisch: Todestag: 1. März, Translation: 4. September bzw. erster Sonntag nach dem 4. September